# Virgin Sun Airlines
Virgin Sun Airlines, conocida con el nombre de Virgin Sun, era una aerolínea chárter británica propiedad de Virgin Group, formada en 1998. Los principales destinos de la aerolínea eran el Mediterráneo y las Islas Canarias. Las bases principales de Virgin Sun eran el aeropuerto de Mánchester y el aeropuerto de Londres-Gatwick.

## Historia

### Inicios
Virgin Sun se creó como una aerolínea chárter en mayo de 1999, operando desde el Aeropuerto de Londres-Gatwick y la terminal 2 del Aeropuerto de Mánchester, alquilando 2 aviones Airbus A320-200.
Después de un lanzamiento exitoso y la primera temporada de verano, Virgin Sun recibió un tercer Airbus A320-200 y su primer y único Airbus A321-200 al año siguiente.
La aerolínea era conocida por su enfoque innovador del servicio a bordo, siendo la primera aerolínea chárter del Reino Unido en deshacerse de la comida de estilo tradicional por algo más "divertido" en su primer año de operaciones. Después de subir a bordo, a todos los huéspedes se les ofreció una lata de cóctel SeaBreeze (o una versión sin alcohol).  Después del despegue, se sirvió a los huéspedes de salida una comida de un sándwich de tocino / salchicha vegetal en los vuelos de desayuno o perrito caliente / salchicha vegetariana y gajos de papa, preparados individualmente por la tripulación de cabina con cebollas / salsas y una rebanada individual de pastel de chocolate como  un postre. De entrada, la comida fue una papa asada con una selección de 3 aderezos y nuevamente un postre de tarta.
Se sirvió té y café en vasos desechables estilo cafetería con la opción de un aderezo de "crema chorreante".
Abajo de la ruta, a los clientes se les ofreció un polo de hielo mientras subían.
La aerolínea ocupó un lugar destacado en la película del 2000 Kevin and Perry Go Large.  Se vio que uno de los aviones Airbus A320-200 de Virgin Sun (G-VMED) aterrizaba en el Aeropuerto de Alicante y se duplicaba como el Aeropuerto de Ibiza.

### Cierre
En abril de 2001, dos años después de que la aerolínea comenzara a operar, Virgin Holidays decidió cesar las operaciones de Virgin Sun, debido a que no obtuvo los beneficios esperados. Una vez que se buscó un comprador para la aerolínea, finalmente se vendió a Air2000, que se convirtió en First Choice Airways y posteriormente se fusionó con Thomsonfly. Virgin Sun cesó sus operaciones el 1 de noviembre de 2001.
Dos de los Airbus A320-200 se almacenaron en Bristol, y el Airbus A321-200 (G-VKIS) y uno de los Airbus A320-200 (G-VMED) se devolvieron al arrendador, GECAS.  Uno de los Airbus A320-200 (G-VKID) se vendió el 21 de junio de 2002 a la aerolínea sueca de bajo coste Goodjet, ahora extinta. El otro Airbus A320-200 (G-VTAN) se vendió finalmente a Virgin Atlantic el 22 de junio de 2004.

## Destinos
Virgin Sun servía los siguientes destinos:
| Países      | Destinos          | Aeropuertos                                            |
| ----------- | ----------------- | ------------------------------------------------------ |
| Austria     | Salzburgo         | Aeropuerto de Salzburgo                                |
| España      | Alicante          | Aeropuerto de Alicante-Elche                           |
| España      | Barcelona         | Aeropuerto de Barcelona-El Prat                        |
| España      | Gran Canaria      | Aeropuerto de Gran Canaria                             |
| España      | Ibiza             | Aeropuerto de Ibiza                                    |
| España      | Lanzarote         | Aeropuerto de Lanzarote                                |
| España      | Málaga            | Aeropuerto de Málaga-Costa del Sol                     |
| España      | Menorca           | Aeropuerto de Menorca                                  |
| España      | Murcia            | Aeropuerto de Murcia-San Javier                        |
| España      | Palma de Mallorca | Aeropuerto de Palma de Mallorca                        |
| España      | Tenerife          | Aeropuerto de Tenerife Sur                             |
| Francia     | Toulouse          | Aeropuerto de Toulouse-Blagnac                         |
| Grecia      | Corfú             | Aeropuerto Internacional de Corfú-Ioannis Kapodistrias |
| Grecia      | Rodas             | Aeropuerto Internacional de Rodas-Diágoras             |
| Portugal    | Faro              | Aeropuerto de Faro                                     |
| Reino Unido | Londres           | Aeropuerto de Londres-Gatwick (HUB)                    |
| Reino Unido | Mánchester        | Aeropuerto de Mánchester (HUB)                         |

## Flota histórica
La flota de Virgin Sun consistía en las siguientes aeronaves:
| Aeronaves       | Total | Introducido | Retirado | Matrículas              |
| --------------- | ----- | ----------- | -------- | ----------------------- |
| Airbus A320-200 | 3     | 1999        | 2001     | G-VKID, G-VMED y G-VTAN |
| Airbus A321-200 | 2     | 2000        | 2001     | G-VKIS y G-VATH         |